# Japanische Brasilianer

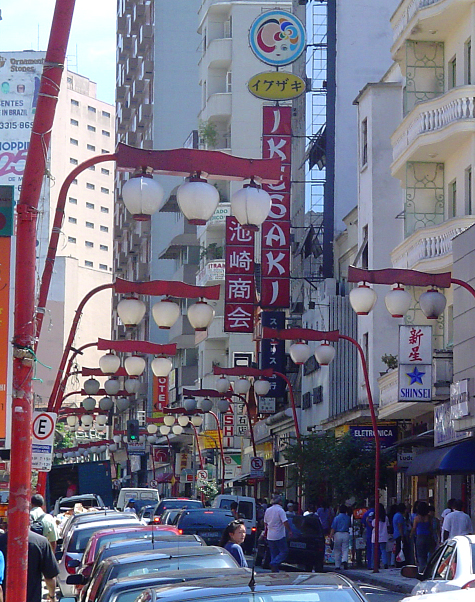
Eine belebte Straße im Stadtteil Liberdade von São Paulo

Als Japanische Brasilianer (portug. nipo-brasileiro oder nisei (nach dem japanischen Begriff 二世nisei für zweite Generation); jap. 日系ブラジル人, nikkei burajiru-jin) werden Bürger Brasiliens bezeichnet, die japanischer Abstammung sind. Ihre Zahl wird auf ca. 2 Millionen geschätzt. Die Mehrheit von ihnen lebt im Bundesstaat São Paulo, in Paraná stellen Japaner ebenfalls eine bedeutende Minderheit dar. In Brasilien findet sich somit die größte japanische Gemeinschaft im Ausland. In São Paulo ist der Bezirk Liberdade als Zentrum der japanischen Kultur bekannt.

## Geschichte

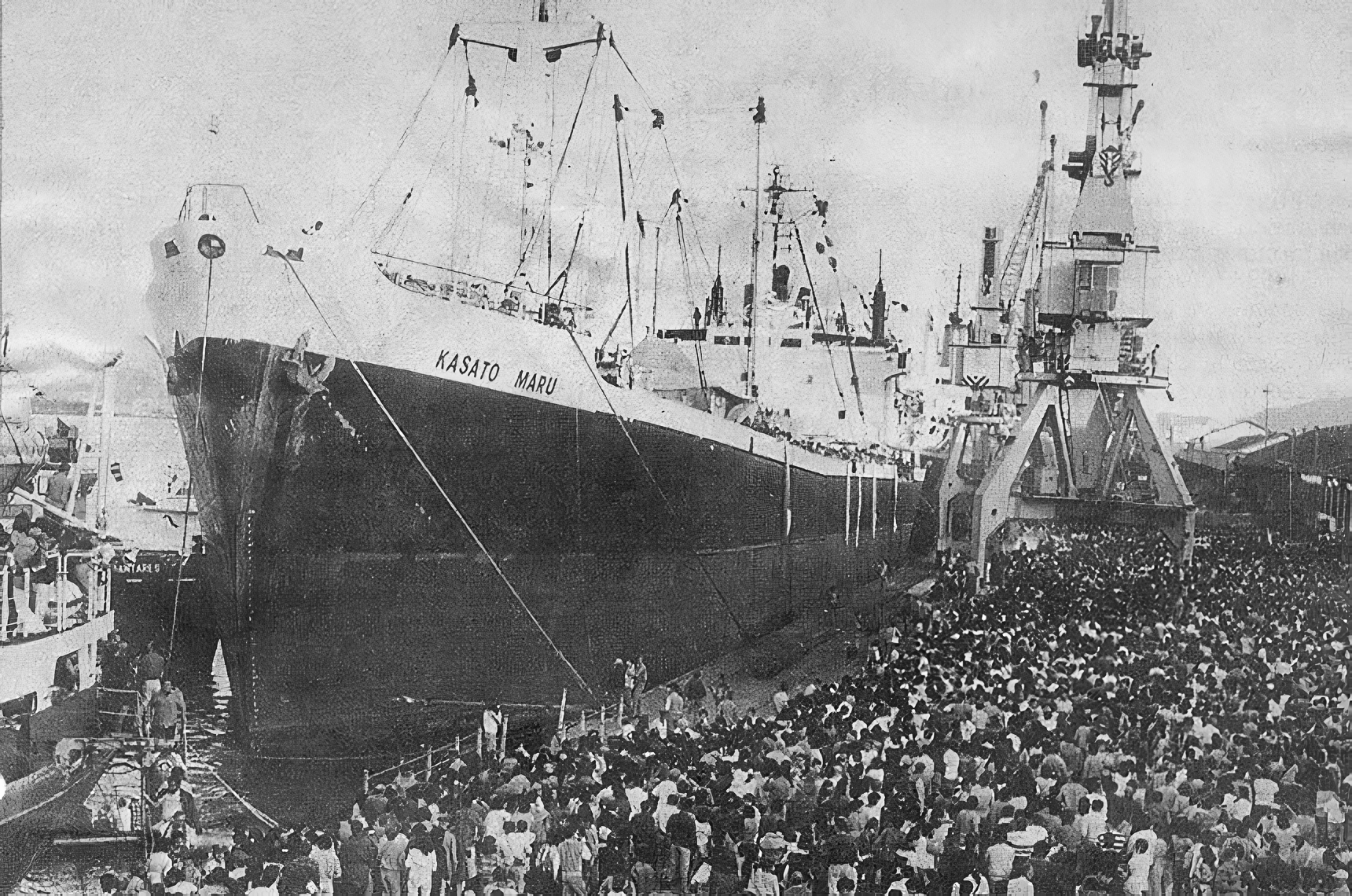
Die Kasato-maru, die die ersten japanischen Auswanderer nach Brasilien brachte, 1908

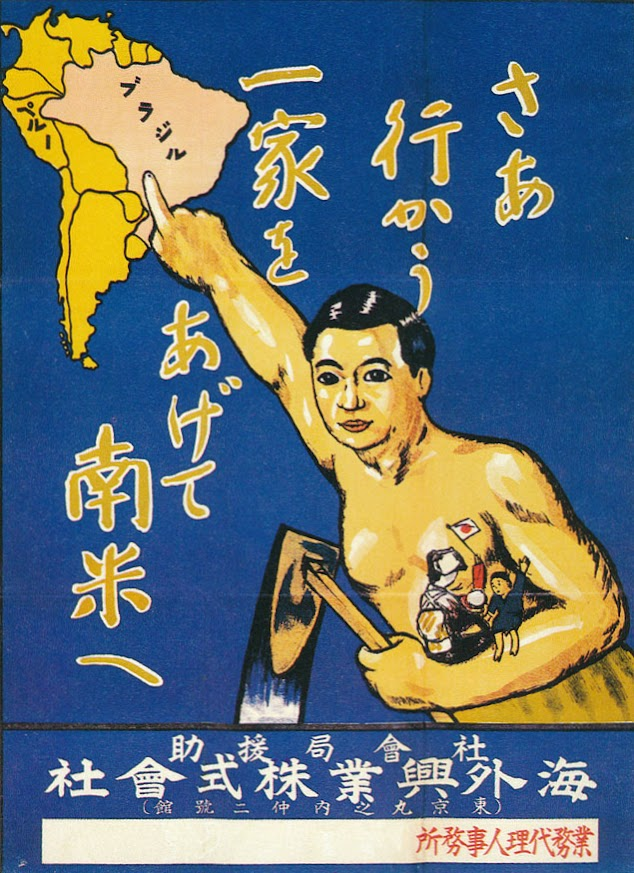
Plakat der Kaigai Kōgyō Kabushiki Kaisha, das für eine Auswanderung nach Brasilien wirbt.

Bis zur Meiji-Restauration 1868 verfolgte Japan eine Isolationspolitik von der Außenwelt. Diese Restauration brachte starke soziale, wirtschaftliche und politische Änderungen mit sich, u. a. die den Anfang einer Transformation von einem feudalen Bauernstaat in einen modernen Industriestaat. Dadurch verarmten viele Bauern, die sich dann nach besseren Lebensbedingungen umschauten.
Anfang des 20. Jahrhunderts war eines der Hauptexportgüter Brasiliens Kaffee, der zu einem großen Teil von italienischen Auswanderern geerntet wurde. 1902 unterband Italien allerdings die Emigration nach Brasilien, so dass es an Plantagenarbeitern mangelte. 1907 schloss dann der Bundesstaat São Paulo verschiedene Verträge mit japanischen Unternehmen, darunter die Kōkoku Shokumin Kaisha (皇国殖民会社, wörtlich: „Kaiserreich-Siedler-Unternehmen“ engl. Empire Emigration Company) von Mizuno Ryō. 781 Japaner, hauptsächlich Bauern, kamen über dieses Unternehmen an Bord der Kasato-maru (笠戸丸) am 18. Juni 1908 in Santos an, und waren damit die erste Auswanderergruppe, nach einer Gruppe vorausgeschickter Übersetzer im März. 1917 gründete der japanische Staat die Kaigai Kōgyō Kabushiki Kaisha (海外興業株式會社, wörtlich: „Überseeunternehmensgründung-Aktiengesellschaft“), die ab 1920 ein Monopol bzgl. der Brasilienemigration ausübte, und durch staatliche Förderung die Emigration begünstigte. Die Zeit ab 1924 wird daher als Höhepunkt der japanischen Einwanderung nach Brasilien bezeichnet.
Im Zweiten Weltkrieg stand Japan auf Seiten der Achsenmächte und Brasilien auf Seiten der Alliierten. 1941 brachen beide Staaten ihre Beziehungen ab und die Einwanderung kam zum Erliegen. Japanische Schulen wurden geschlossen und der öffentliche Gebrauch des Japanischen eingeschränkt. Nach dem Ende des Zweiten Weltkriegs verbesserte sich die Situation wieder und es kam zu einer letzten großen Welle japanischer Einwanderer nach Brasilien, die schließlich mit dem Aufstieg Japans zur Wirtschaftsmacht abflachte und zudem dazu führte, dass ein kleiner Teil der japanischen Brasilianer wieder nach Japan zurückzog. Unter den „Rückkehrern“ waren auch viele, die bereits in Brasilien geboren wurden und dort aufgewachsen waren. Diese Gruppe der Rückkehrer in die ihnen oft fremde Heimat ihrer Vorfahren wird Dekassegui (brasilianisches Portugiesisch von jap. dekasegi) genannt.
Durch diese drei Einwanderungswellen kamen von 1908 bis 1920 etwa 28.706 Japaner nach Brasilien, von 1921 bis 1940 stieg die Zahl der Neuankömmlinge aus Japan auf 160.764 an und reduzierte sich von 1941 bis 1960 auf schließlich 43.572.
Insbesondere jüngere Generationen der japanischen Brasilianer tendieren heute dazu, sich in die brasilianische Mehrheitsgesellschaft zu assimilieren. Viele Jüngere haben nur noch grundlegende Japanischkenntnisse und sprechen untereinander meist Portugiesisch. Brasilianer japanischer Abstammung werden zwar auf Grund ihrer äußeren Erscheinung noch als Japaner wahrgenommen, sind aber kulturell weitgehend assimiliert.
Heute leben über 275.000 brasilianische Staatsbürger in Japan, die Mehrheit von ihnen sind Japano-Brasilianer. Seit der Finanzkrise ab 2007, von der Japan hart getroffen wurde, sind Tausende von ihnen nach Brasilien zurückgekehrt.

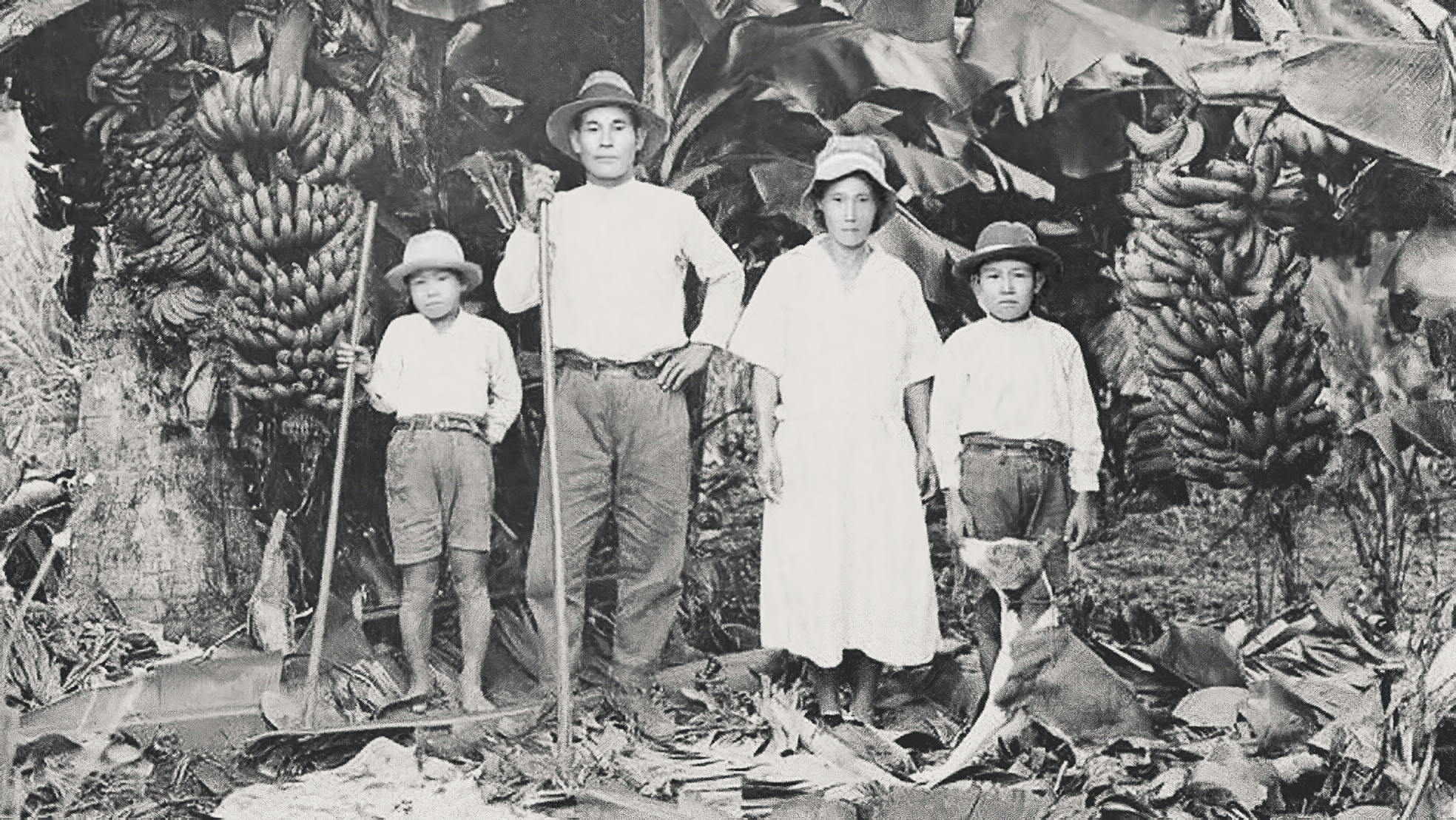
Japanische Einwandererfamilie in den 1930er Jahren

## Persönlichkeiten
- Tomie Ohtake (1913–2015), Malerin
- Ruy Ohtake (1938–2021), Architekt
- Tizuka Yamasaki (* 1949), Regisseurin
- Lisa Ono (* 1962), Sängerin
- Hugo Hoyama (* 1969), Tischtennisspieler
- Alfredo Kojima (* 1976), Informatiker
- Lyoto Machida (* 1978), Martial-Arts-Kämpfer
- Rodrigo Tabata (* 1980), Fußballspieler
- Marcus Tulio Tanaka (* 1981), Fußballspieler
- Paulo Nagamura (* 1983), Fußballspieler
- Augusto Akio (* 2000), Skateboarder